# أكوا مان (فلم)
أكوا مان (بالإنجليزية: Aquaman) هو فيلم بطل خارق أمريكي من إنتاج سنة 2018، مبني على حكاية أكوا مان من دي سي كومكس. أخرج الفيلم جيمس وان من سيناريو دايفيد جونسون وويل بيلو، وبطولة كل من جايسون موموا وآمبر هارد وباتريك ويلسون وويليم دافو ويحيى عبد المتين الثاني وتيمويرا موريسون ودولف لندجرين ونيكول كيدمان.
بدأ التطوير في عام 2004 ولكنه لم يكتسب المزيد من الزخم حتى تم إصدار الرجل الفولاذي في عام 2013. في أغسطس 2014، تم التعاقد مع بيل وكورت جونستاد لكتابة نصوص متنافسة. تم التعاقد مع وان مخرجا للفيلم في أبريل 2015. تم تأكيد طاقم التمثيل الرئيسي خلال عام 2016 وأوائل عام 2017. بدأ التصوير الرئيسي في أستراليا في مايو 2017، في استوديوهات (Village Roadshow) في غولد كوست، مع فرق إنتاج إضافية في كندا وإيطاليا والمغرب. انتهى التصوير في أكتوبر التالي.
تم عرض الفيلم لأول مرة في لندن في 26 نوفمبر 2018، وتم إصداره في الولايات المتحدة في 21 ديسمبر. وقد حقق حوالي 1.148 مليار دولار في جميع أنحاء العالم، مما يجعله الفيلم الأكثر ربحًا في عالم دي سي السينمائي، وهو الفيلم الأكثر ربحًا استنادًا إلى شخصية دي سي كوميكس (تجاوز نهوض فارس الظلام (2012))، وخامس أعلى فيلم دخلا في عام 2018، وأعلى 20 فيلم دخلا في ذلك الوقت. من المُقرّر إصدار الجزء الثاني من الفيلم في ديسمبر 2022.

## حبكة
في عام 1985، أنقذ حارس منارة مين توماس كوري أتلانا، ملكة مملكة أطلانطس تحت الماء. يقعون في الحب وينجبون ابن يدعى آرثر، لديه القدرة على التواصل مع الكائنات البحرية. عندما أُرسل الجنود الأطلانطيون لاستعادة أتلانا، التي كانت قد فرت من زواجها المدبر في أطلانطس، اضطرت إلى التخلي عن عائلتها والعودة إلى أطلانطس، وكلفت مستشارها نويديس فولكو، بتدريب آرثر. أثناء رحلته ليصبح محاربًا ماهرًا، يرفض آرثر انتمائه لأطلانطس عند علمه أنه أتلانا أُعدمت بسبب إنجابها لابن من نصف سلالة أخرى.
في الوقت الحاضر في سير الأحداث، وبعد عدة أشهر من غزو ستيبين وولف، يواجه آرثر القراصنة الذين يختطفون غواصة روسية من صنف أكولا. قُتل زعيمهم جيسي كين، في محاولة فاشلة لقتل آرثر، ويتعهد ابنه ديفيد بالانتقام. يحاول أورم، ملك أطلانطس والأخ غير الشقيق لآرثر، إقناع الملك نيريوس من زيبل بالمساعدة في توحيد أطلانطس ومهاجمة العالم السطحي بسبب تلويثهم المحيطات. يلاحظ نيريوس أنه إذا وحد أورم جميع الممالك الأربع، فسيحصل على لقب سيد المحيط، قائد أقوى قوة على هذا الكوكب. غواصة روسية تهاجمهم وتدمر من قبل أورم، ما أدى لإقناع نيريوس بتوحيد القوى مع أورم للدفاع عن المحيطات.
ابنة نيريوس ميرا، التي كانت مخطوبة لأورم، ترفض مساعدتهم وتسافر إلى السطح لطلب المساعدة من آرثر. يرفض، لكن ميرا تكسب ثقته عن طريق إنقاذ توماس من تسونامي أرسله أورم. يرافق آرثر ميرا على مضض إلى موعد مع فولكو، الذي يحث آرثر على العثور على الترايدنت أوف أتلان (رمح أتلان الثلاثي)، قطعة أثرية سحرية لأول حاكم في أطلانطس، لاستعادة مكانه الصحيح كملك. نصب رجال أورم كمينًا لهم، وقُبض على آرثر.
يقدم أرثر مقيدًا بالسلاسل لأورم، الذي يلومه والسطح على موت أتلانا. يقدم لآرثر فرصة للمغادرة إلى الأبد، لكن آرثر يتحداه بمبارزة في حلقة من الحمم تحت الماء. يكتسب أورم الأفضلية ويكاد أن يقتل آرثر تقريبًا قبل أن تنقذه ميرا. يسافر آرثر وميرا إلى مملكة الهاربين الساقطة المخفية تحت الصحراء الكبرى، حيث صُنع الرمح الثلاثي، واكتشفوا رسالة ثلاثية الأبعاد تقودهم إلى صقلية في إيطاليا، حيث يسترجعون إحداثيات الرمح الثلاثي.
يلتقي أورم بدايفيد، ويُكشف أن الغواصة التي هاجمت هي التي اختطفها دايفيد، والذي استأجره أورم لشن هجوم من السطح لكسب دعم نيريوس. يعطي أورم ديفيد نموذجًا أوليًا لبدلة قتالية أطلانطسية لكي يقتل آرثر، ويسجن فولكو، ويجبر مملكة الصيادين الأطلانطسية على التعهد بالولاء له بقتل ملكهم ويجبر الملكة والأميرة، التي هي ولية العهد التالية للعرش، على تجميع قواتهم بدافع الخوف.
يعيد ديفيد المدرع بالبدلة تسمية نفسه ببلاك مانتا وينصب كمينًا لآرثر وميرا في صقلية، ما أدى إلى إصابة آرثر بشكل خطير قبل أن يُرمى من جرف إلى موته الظاهري. تقوم ميرا بمداواة جروح آرثر أثناء بحثهم عن الرمح الثلاثي وتشجعه على تقبل قدره كملك. بعد وصولهم لوجهتهم، يتصدى آرثر وميرا للوحوش البرمائية من الخندق، وينقلهما ثقب دودي إلى بحر مجهول في وسط الأرض. يُلم شملهم مع أتلانا، التي ضُحي بها إلى الخندق بسبب انجابها آرثر لكنها تمكنت من الهرب إلى البحر المجهول، وكانت على قيد الحياة وبصحة جيدة.
يواجه آرثر كاراثين، وهو لوياثان أسطوري وحارس للرمح الثلاثي، ويعرب عن تصميمه على حماية كل من أطلانطس والسطح، ما يثبت قيمته وأحقية حمله للرمح الثلاثي، الذي يمنحه السيطرة على البحار السبعة. يقود أورم وحلفاؤه جيشًا ضد القوات القشرية لمملكة براين لاستكمال استعدادات أورم. يعلن أورم نفسه سيد المحيط، ويقود آرثر وميرا، بمساعدة كاراثين ومخلوقات الخندق، جيشًا من المخلوقات البحرية ضده. يعترف أتباع أورم بأحقية آرثر كملك عند معرفتهم بأنه يستخدم رمح أتلان الثلاثي. آرثر يهزم أورم في القتال لكنه يعفي عن حياته، ويقبل أورم مصيره بعد اكتشافه أن آرثر أنقذ والدتهما. تجتمع أتلانا مع توماس، بينما يعتلي آرثر العرش مع ميرا إلى جانبه.
في منتصف شارة النهاية، يُنقذ ديفيد من قبل الدكتور ستيفين شين، عالم بحري ومؤمن بنظرية المؤامرة مهووس بأطلانطس، ويوافق ديفيد على قيادة شين إلى هناك مقابل المساعدة في انتقامه من آرثر.

## طاقم العمل

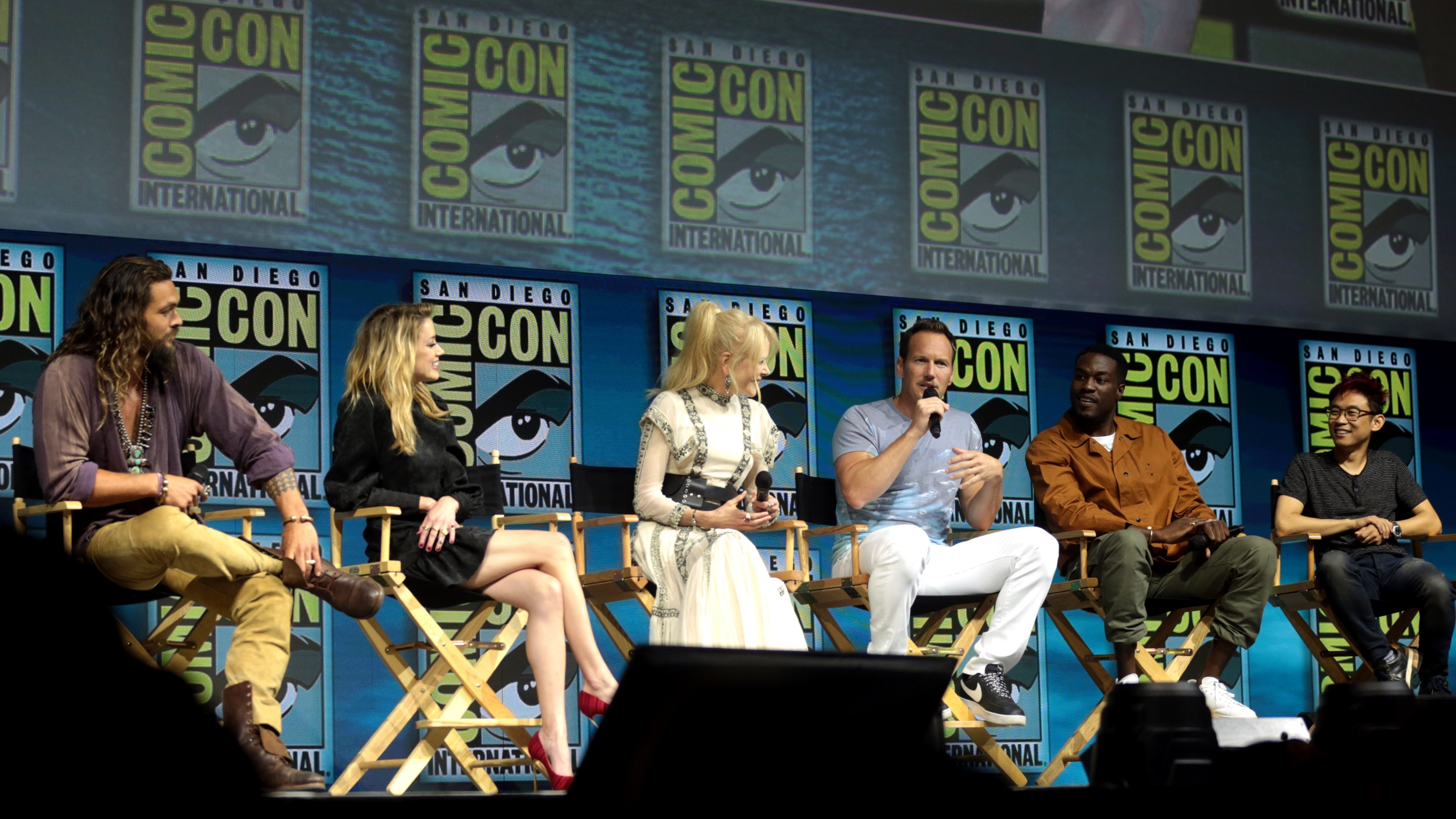
الممثلون ومخرج أكوا مان في 2018 سان دييغو كومك كون إنترناشونال. من اليسار إلى اليمين: جيسون موموا، آمبر هيرد ، نيكول كيدمان ، باتريك ويلسون، يحيى عبد المتين الثاني، وجيمس وان

- جيسون موموا بدور آرثر كوري / أكوا مان:

نصف أطلانطسي / نصف إنسان متردد في أن يكون ملكًا لأمة أطلانطس الواقعة تحت سطح البحر. وهو عضو في فرقة العدالة. يمتلك قوة خارقة والقدرة على التحكم بالمد والجزر والتواصل مع المخلوقات البحرية والسباحة بسرعة تفوق سرعة الصوت. يُلعب دور آرثر كوري في صغره من قبل ممثلين مختلفين، بما في ذلك رضيع غير مضاف إلى الشارة، يلعب تاينو وتامور كيركوود دور آرثر في سن الثالثة، ويلعب كان غولدور دور آرثر في سن التاسعة، ويلعب أوتيس دهانجي آرثر في سن الثالثة عشر، ويلعب كيكوا كيكومانو دور آرثر في سن السادسة عشر.
- اّمبر هيرد بدور ميرا:

أميرة زيبل، حبيبة آرثر كوري، محاربة، وابنة الملك نيريوس. تربت على يد الملكة أتلانا وهيئتها لتصبح ملكة. تمتلك ميرا قوى تحريك الماء والتخاطر ما يسمح لها بالتحكم في بيئتها المائية والتواصل مع الأطلنطسيين الآخرين.
- ويليم دافو بدور نويديس فولكو:

وزير أطلانطس، الذي أرشد الشاب آرثر ودربه على القتال. صُغر دافو عمريًا رقميًا لمشاهد الاسترجاع الفني.
- باتريك ويلسون بدور أورم ماريوس / سيد المحيط:

الأخ غير الشقيق الأطلانطسي لآرثر كاري وملك أطلانطس، الذي يسعى لتوحيد الممالك السبع تحت الماء لإعلان الحرب على العالم السطحي بسبب تدنيس البشرية للبحار.
- دولف لندجرين بدور الملك نيريوس:

ملك قبيلة زيبل الأطلانطسية ووالد ميرا، الذي يخدعه أورم في الدخول في تحالف من خلال الادعاءات الكاذبة.
- يحيى عبد المتين الثاني بدور ديفيد كين / بلاك مانتا:

قرصان لا يرحم ومرتزقة في أعالي البحار مع ميل لخلق ابتكارات تكنولوجية قاتلة.
- لودي لين بدور الكابتن مورك:

قائد رجال الحرب، في جيش أطلانطس.
- تيمويرا موريسون بدور توم كوري:

والد آرثر.
- نيكول كيدمان بدور أتلانا:

ملكة أطلانطس، أم آرثر كاري وأورم. كانت كيدمان قد لعبت دور البطولة في فيلم 1995 باتمان فور إيفر (باتمان للأبد)، ما يجعل فلم أكوا مان ثاني ظهور لها في أفلام دي سي كومكس.
يلعب راندال بارك دور الدكتور ستيفين شين، عالم الأحياء البحرية المهووس بالعثور على مدينة أطلانطس المفقودة. يظهر غراهام مكتافيش بدور الملك أتلان، أول ملك لأطلانطس وسلف أتلانا وأورم وآرثر. يلعب مايكل بيتش دور جيسي، والد مانتا وقائد مجموعتهم من قراصنة المحيط.
يظهر لاي وانيل، المتعاون مع المخرج وان منذ فترة طويلة، في الفيلم كطيار شحن. تؤدي جولي آندروز صوت كاراثين، وهو لوياثان أسطوري وحارس للرمح الثلاثي يتحالف مع أكوا مان. يؤدي جون رايز-ديفيس صوت ملك بريم ودجيمون هونسو صوت ملك الفيشرمن ريكو، في حين تُصور كل من هذه الشخصيات على الشاشة من خلال تقنية التقاط الحركة التي يؤديها أندرو كروفورد. تؤدي ناتاليا سافران وصوفيا فورست الصوت والتقاط الحركة لملكة الفيشرمن رينا وأميرات الفيشرمن سكيلز.

## الإنتاج

### التطوير
في عام 2004، أفاد موقع فيلم جيرك.كوم أن ألان وبيتر ريتش من صن رايس إنترتيمنت خططا لإحضار أكوا مان إلى الشاشة الكبيرة لـ وارنر برذرز. مع روبرت بن غارانت كتابة السيناريو. ومع ذلك، فشلت المحاولة. في عام 2007، أعلنت شركة وارنر برذرز. عن تطوير فيلم فرقة العدالة بمشاركة ميشيل وكيران مولروني في كتابة السيناريو. الفيلم، الذي يُقال أنه بعنوان فرقة العدالة (مسلسل)، كان من الممكن أن يكون أول فيلم سينمائي لـ أكوا مان. وقع جورج ميلر في وقت لاحق من ذلك العام. ومع ذلك، سيتم إلغاء الفيلم بعد تأخيرات الإنتاج الناجمة عن إضراب نقابة الكتاب الأمريكية 2007-08. قبل إلغاء الفيلم في عام 2008، كان الممثل سانتياغو كابريرا قد تم اختياره في دور أكوا مان. في يوليو 2009، أفيد أن أكوا مان كان قيد التطوير في طريق ليوناردو دي كابريو أبين. قال رئيس مجلس إدارة شركة وارنر ومديرها التنفيذي باري ماير إن فيلم أكوا مان قيد التطوير. بعد رجل صلب ' الإفراج عنه في عام 2013، وقال مصدر من وارنر بروس والتفاف أنهم كانوا يناقشون الأفلام المستقبل، مع ذكر المزيد من رجل الأفلام الصلب وكذلك فيلم سوبرمان / باتمان، وهو فيلم المرأة المعجزة وفيلم أكوا مان. أخبر جيف جونز فارايتي (مجلة) أن أكوا مان كان شخصية ذات أولوية. في 12 أغسطس 2014، أعلنت شركة وارنر برذرز. أنها استعانت بكتاب سيناريو ويل بيل وكورت جونستاد لكتابة نصوص منفصلة. تم تطوير الفيلم على مسارين، على الرغم من أن النسخة الأفضل فقط هي التي ستتحرك للأمام.
في مارس 2016، أُعلن أن أحداث أكوا مان ستقام بعد فرقة العدالة (فيلم) . وأكد وان أن المصور السينمائي دون بورغيس، الذي عمل سابقًا مع وان في الشعوذة 2، سيعمل كمصور سينمائي. بدأ ما قبل الإنتاج في أستراليا في أواخر نوفمبر 2016.

## اختيار الممثلين

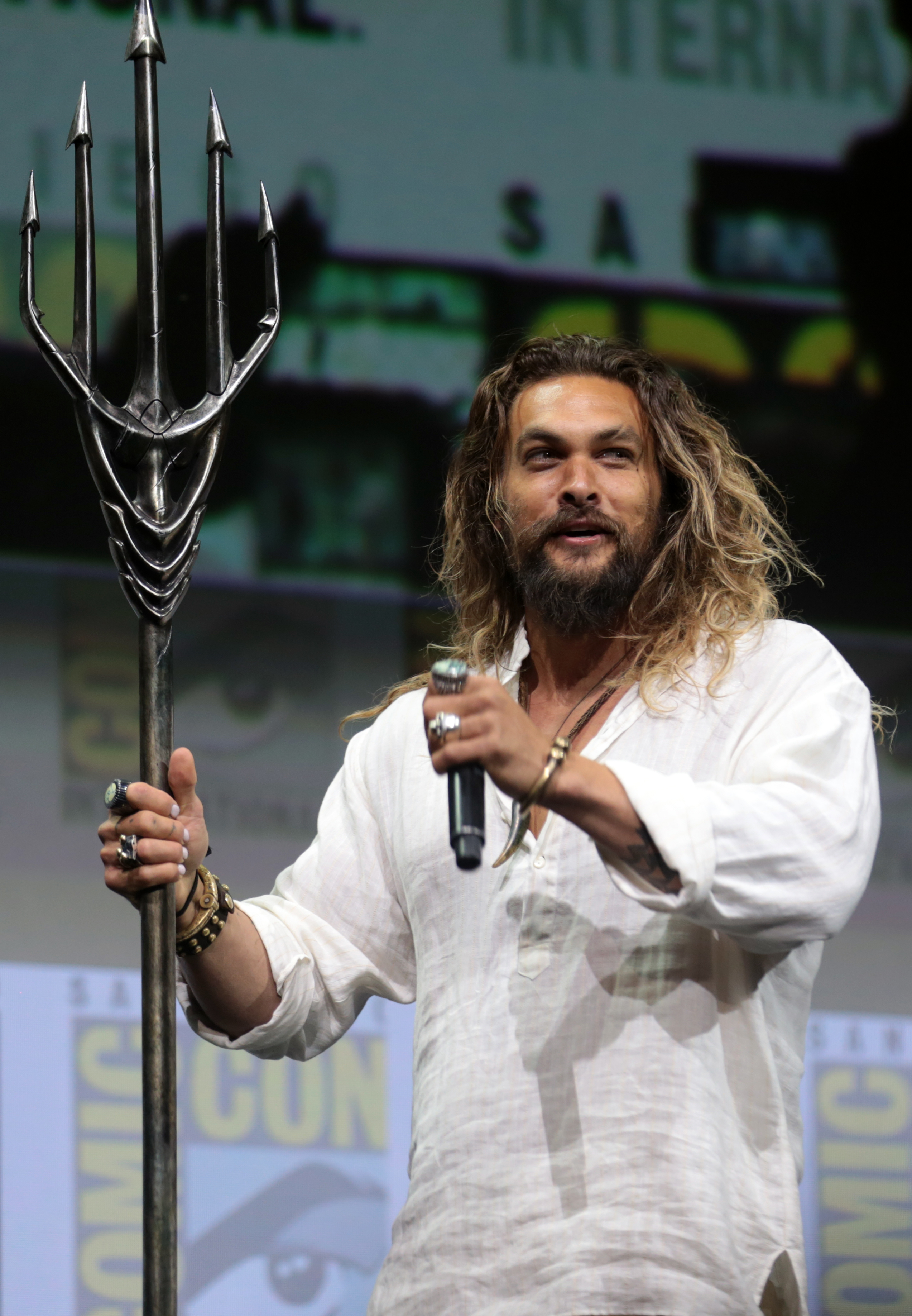
جيسون موموا في عام 2017 سان دييغو كومك كون إنترناشونال

في أكتوبر 2014، أعلنت شركة وارنر برذرز. عن أكوا مان كجزء من عالم دي سي السينمائي، مع بطولة جايسون موموا. في 20 أكتوبر 2014، كشف موموا أنه كان يستعد لفيلم فرقة العدالة (فيلم)، وأنه لا يعرف ما إذا كان فيلم أكوا مان المنفرد سيأتي قبل أو بعد. كان يعتقد أنها قد تكون قصة أصل. في ديسمبر 2014، تم الكشف عن أن موموا قد وقع صفقة من أربع صور مع الاستوديو ودي سي، وأراد من زاك سنايدر أن يوجهها.
في 13 يناير 2016، أعلنت صحيفة هوليوود ريبورتر أن آمبر هيرد قد دخلت في مفاوضات للعب دور ميرا. تم تأكيد اختيارها بعد شهرين. تم اعتبار جينا كارانو وماجي كيو وروندا روسي وديبي جيبسون أيضًا لدور ميرا. في أبريل 2016، تم تمثيل فيلم دافو في دور غير معلن،  الكشف عنه لاحقًا ليكون نويديس فولكو. في 12 ديسمبر 2016، تم التأكيد على أن باتريك ويلسون سيلعب دور الأخ غير الشقيق لأكوامان. في 31 يناير 2017، تمت إضافة يحيى عبد المتين الثاني إلى فريق التمثيل باعتباره بلاك مانتا، العدو اللدود أكوا مان في الرسوم الهزلية. في نفس اليوم، أشارت تقارير صحفية إلى أن نيكول كيدمان دخلت في محادثات للعب الملكة أتلانا. بعد شهرين، أكدت كيدمان مشاركتها.
بحلول فبراير 2017، دخل الممثل النيوزيلندي تيمويرا موريسون في محادثات للعب توماس كاري. في 12 أبريل، تم اختيار دولف لندجرين كـ نيريس. تم تصوير لودي لين في الفيلم في 15 مايو 2017. بعد أسبوعين تقريبًا، تم اختيار مايكل بيتش، الذي عبر عن ديفل راي، وهي شخصية تستند بشكل فضفاض إلى بلاك مانتا في الدوري العدالة غير محدود، على أنه والد بلاك مانتا. في أكتوبر 2017، كشف غراهام مكتافيش أنه كان له دور. في أبريل 2018، تم اختيار راندال بارك في دور الدكتور ستيفن شين،  وفي يوليو، تم اختيار دجيمون هونسو وناتاليا سافران وصوفيا فورست في دور فيشرمان كينج وفيشرمان كوين وفيشرمان برنسيس على التوالي. في نوفمبر 2018، تم الكشف عن أن جولي أندروز كان لها دور صوتي.

### التصوير
بدأ التصوير الفوتوغرافي الرئيسي في أستراليا في 2 مايو 2017، تحت عنوان العمل أهاب. تم تصوير غالبية الفيلم في استوديوهات قيلاج رود شادو في جولد كوست، كوينزلاند، مع إنتاج إضافي في نيوفاوندلاند وصقلية والمغرب. بين مايو وأغسطس 2017، تم إطلاق النار على الموقع في جولد كوست الأسترالية، بما في ذلك مين بيتش، كوميرا، ساوثبورت، وأميتي بوينت في نورث سترادبروك آيلاند، كوينزلاند،  بالإضافة إلى هاستينغز بوينت في نيو ساوث ويلز. عند تصوير مشاهد تحت الماء، صرح وان أن «العالم تحت الماء معقد للغاية» و «ليس من السهل التصوير».
كان من المفترض أن يبدأ التصوير في المنارة في نقطة هاستنجز في 11 أغسطس 2017، وانتهى في وقت لاحق من ذلك الشهر. تم التصوير في نيوفاوندلاند ولابرادور. أنهى ويليم دافو دوره في أواخر سبتمبر. في 13 أكتوبر، أعلن جيمس وان أن باتريك ويلسون قد لف. وجرى التصوير في الموقع في المغرب بحلول منتصف تشرين الأول (أكتوبر)، وشمل مدينتي مرزوقة وأرفود. التصوير الرئيسي ملفوف في 21 أكتوبر 2017.

### مرحلة ما بعد الإنتاج
عمل متعاون جيمس وان خمس مرات كيرك موري كمحرر لـ أكوا مان. عمل تشارلز جيبسون الحائز على جائزة الأوسكار مرتين (بيبي (فيلم) و قراصنة الكاريبي: صندوق الرجل الميت (فيلم)) وكلفن ماكلوين (امتياز السرعة والغضب (سلسلة أفلام)) كمشرفين على المؤثرات البصرية الشاملة. في 3 نوفمبر 2018، أعلن وان أن مرحلة ما بعد الإنتاج قد اكتملت.

### مؤثرات بصرية
تظهر 2300 لقطة مؤثرات بصرية (في.إف.إكس) في الفيلم، مكتملة بواسطة إندستريال لايت آند ماجيك وقاعدة إف إكس وروديو اف اكس وسكان لاين للمؤثرات البصرية ودي ان أي جي ولوما بيكتشرز وويتا ديجيتال وشركة موفينج بيكتشر وميثود ستوديوز وكلير أنجل ستوديو. تم إنشاء التأثيرات المرئية لقص المخرج في نفس وقت القص المسرحي.
كانت أي إل إم بائع المؤثرات البصرية الرائد وعملت على إنشاء اتلانتس وجميع حيوانات سي جي، كاراثين والمعركة النهائية. عمل جيف وايت كمشرف على المؤثرات البصرية لـ أي إل إم. بالنسبة للتسلسلات تحت الماء، تم تصوير الممثلين جافة للرطوبة على منصات شوكة رنانة خاصة صممها فريق إف إكس، وبعد ذلك تم استبدال أجساد الممثلين بمضاعفات رقمية في مرحلة ما بعد الإنتاج. من أجل إنشاء اتلانتس، اعتمد الفريق على التصميمات التي قدمها القسم الفني. أنشأ فريق البيئة في أي إل إم أكثر من 200 مبنى، بما في ذلك مباني قنديل البحر المميزة، ووضع أكثر من 7000 مبنى في مناطق تغطي ما يقرب من 600 ميل مربع للعمل من خلالها. تم تصميم السفن تحت الماء على غرار المخلوقات العضوية وتم تصميمها للتحرك بهذه الطريقة. لدخول تسلسل أتلانتس، بنى الفريق أكثر من 150.000 سفينة لملء الممرات المرورية المؤدية إلى أتلانتس. تم إنشاء جميع الحيوانات، بما في ذلك كاراثين، بواسطة أي إل إم وتحريكها باستخدام الرسوم المتحركة كي فريم .
تطلبت حوالي 700 لقطة في الفيلم محاكاة شعر عالية التفاصيل. كان على أي إل إم تحسين برنامج محاكاة الشعر بشكل كبير بسبب الجوانب الفريدة لتدفق الشعر تحت الماء. عادةً ما تستخدم محاكاة الشعر خيوطًا إرشادية لتحديد أو التأثير على حركة مجموعات خيوط الشعر. لم يقدم هذا مظهرًا مرضيًا ، لذلك في النهاية ، قام أي إل إم بمحاكاة الخيوط بشكل فردي ، الأمر الذي تطلب حسابات ثقيلة. بالإضافة إلى ذلك ، أراد وان أن يكون قادرًا على توجيه الشعر عندما تؤدي المحاكاة الدقيقة جسديًا إلى نتائج غير مرغوب فيها. سلمت أي إل إم 670 طلقة.
تعاملت ويتا ديجيتال مع معظم إزالة الشيخوخة الرقمية التي ينطوي عليها الفيلم. قاموا بتقليل عمر نيكول كيدمان وتيمويرا موريسون رقميًا من أجل تسلسل الفلاش باك. دي ان أي جي الذي ابتعد عن العمر رقميًا ويليم دافو للمشهد الذي تدرب فيه شخصيته نويديس فولكو الشاب آرثر. عمل جاي بارتون كمشرف المؤثرات البصرية للمجال الرقمي. لقد عملوا على خلق بيئة جزيرة الملك الميت. بالنسبة للتسلسل ، تم تصوير الممثلين في بركة ماء مقابل خلفيات شاشة زرقاء، مع إضافة المجال الرقمي ملحقات سي جي والشلالات والجبال والديناصورات في مرحلة ما بعد الإنتاج. تم إنشاء معظم الشلالات في المشهد باستخدام هوديني (برمجية)، بينما تم إنشاء بعضها باستخدام عناصر عملية لأشياء مثل صب الملح والخرز الزجاجي. قاموا أيضًا ببناء مكتبة واسعة من عناصر إف إكس. تم تحريك الديناصورات باستخدام الرسوم المتحركة للإطار الرئيسي. قدم المجال الرقمي 19-20 لقطة.
عمل ديفيد نيلسون وكريج وينتورث كمشرفين على في إف إكس في ميثود ستوديوز. الطريقة التي تعاملت مع تسلسل قتال صقلية بين آرثر وميرا وبلاك مانتا ؛ لقاء آرثر مع كاراثين في بئر النفوس ؛ وحيازته على رمح أطلان. بالنسبة لتسلسل القتال في صقلية ، قام الفريق ببناء الساحة الرئيسية للقرية الإيطالية ومجموعة من قطع السقف المصنوعة من القرميد المصنوع من القرميد والتي كانت مدعومة بشاشة زرقاء. تم إنشاء قرية سي جي بالكامل أيضًا بناءً على عمليات المسح والتوثيق للقرية الحقيقية. بالنسبة لتسلسل بئر النفوس، تم تصوير موموا وهي جافة مقابل رطبة وتم التقاطها في مجموعة منصات تحاكي الحركات تحت الماء ، لكنهم شعروا في النهاية بالقيود ، لذا استبدل الفنانون غالبية أدائه بجسم رقمي مزدوج وأضافوا بيئة سي جي وأقفال كاراثين وآرثر ذات التدفق الحر. تم استخدام لقطة 700 إطار في الثانية المصممة خصيصًا في المشهد حيث تنتقل الكاميرا من خلال عيون آرثر.
عملت رودو إف إكس على تسلسلين رئيسيين ، مع سيباستيان مورو كمشرف في إف إكس. بالنسبة للأكواريوم الذي يزوره الشاب آرثر بالقرب من البداية ، استخدم رودو إف إكس عمليات محاكاة بالإضافة إلى خوارزميات لسلوك الأسماك. لقد أنشأوا الشعاب المرجانية الصلبة والناعمة من خلال تطوير نظام نمو الاستعمار ، جنبًا إلى جنب مع أدوات إنشاء الجذع واللوامس الإجرائية. كما أنهم خلقوا البيئات لأطلال أتلانتس تحت الصحراء. استخدم الفنانون نهج ليغو (لعبة) لطبقة البيئة بكمية كبيرة من الرمل والغبار والصخور ، وكلها من شأنها أن تفسح المجال لتفاعلات الشخصيات. من هناك ، قاموا بنحت المباني المدمرة والجسور والأبراج والتماثيل والمعابد ، والتي كانت منسوجة ومظللة لإضافة عمق للمدينة المدمرة.
أعطت سكان لاين للمؤثرات البصرية 450 طلقة. خدم بريان هيروتا كمشرف على المؤثرات البصرية. كانت التسلسلات الرئيسية التي أنتجها هي المنارة والبيئة المحيطة بها، وبطاقة عنوان «أكوا مان» التي تتبع حوض بوسطن للأحياء المائية، ودفع أكوا مان الغواصة إلى السطح وإنقاذ البحارة في الداخل ، وموجة أورم المد والجزر التي تجتاح آرثر وتوم، بما في ذلك الإنقاذ والعواقب، دفع أورم إلى بلاك مانتا لتسليم الغواصة، وزيارة آرثر وميرا إلى مملكة الخندق. للحصول على بطاقة العنوان، اعتمد الفريق على عمل روديو في تسلسل حوض السمك ومحاكاة ما يصل إلى 60 ألف سمكة. تم تحقيق تسلسل موجة المد والجزر من خلال موجة محاكاة واسعة النطاق، والتي تم دمجها مع مجموعة من لقطات النهار والليل، ولقطات الشاشة الزرقاء للممثلين في التصميمات الداخلية للشاحنة، وشاحنة على منصة المشواة، وكابينة داخلية في خزان المياه ومحاكاة المؤثرات البصرية للحطام. لإنشاء المنارة، تم بناء منزل بالحجم الكامل مع قاعدة برج المنارة بواسطة فريق إف إكس. تم بناء مجموعات إضافية من المنازل والأرصفة على مراحل الصوت. تم إجراء بناء رقمي لإكمال برج المنارة وتوسيع الرصيف بالكامل إلى البحر. بالنسبة للتسلسل الذي تدفع فيه الكاميرا إلى كرة ثلجية لعبة بها منارة صغيرة بداخلها ، تم إنشاء انتقال سي جي من غرفة المعيشة بالمنارة إلى ساحل شتوي سي جي بالكامل. لإنشاء مخلوقات ترنتش، تم التقاط الحركة على مجموعة من قبل فناني الأداء.

## الإصدار
في مارس 2017، قبل التصوير، تم عرض نظرة أولية على أكوا مان خلال سينما كون في لاس فيجاس، نيفادا، حيث قدم موموا فيديو للمخرج جيمس وان يعرض فكرة فنية رائعة. في وقت لاحق، في 22 يوليو، ظهرت لقطات الفيلم لأول مرة في سان دييغو كومك كون إنترناشونال (إس دي سي سي) 2017 بإعلان تشويقي قدمه موموا خلال لوحة وارنر برذرز. قدم المخرج وان اللقطات ، مشيرًا إلى أنه «من نواح كثيرة ، هذه قصة أصل»،  في أبريل 2018، تم عرض إعلان تشويقي آخر، مع لقطات جديدة، من قبل وان وموموا في سينما كون، مع انبر هيرد، باتريك ويلسون ويحيى عبد المتين الثاني على خشبة المسرح. أثار وان الصراع بين آرثر وأوشن ماستر، قائلاً «إنها تقريبًا قصة شكسبيرية كلاسيكية للغاية عن أخ من عالم آخر مقابل أخ من عالم آخر. وهي حقًا قصة كلاسيكية عن التنافس بين الأشقاء».
في 11 يونيو 2018، تمت معاينة المقطع الدعائي الأول للفيلم في سينما أوروبا. في 21 يوليو 2018، تم إصدار المقطع الدعائي الأول في معرض إس دي سي سي 2018، والذي يعتبر أفضل مقطع دعائي تم استلامه؛  تم إرفاقه لاحقًا بالعروض المسرحية لـ انطلاق أبطال التايتنز إلى الأفلام (فيلم)، المهمة: مستحيلة - تداعيات، ميج، المفترس، السم . ظهر الممثلون يوم الأحد ، 22 يوليو ، كضيوف على كونان مع كونان أوبراين خلال إس دي سي سي. بحلول أواخر أغسطس ، عقد الاستوديو عروضاً اختبارية مبكرة مع ردود فعل متباينة تمت مشاركتها على وسائل التواصل الاجتماعي واصفة الفيلم بأنه جيد ولكنه ليس رائعًا  في 5 أكتوبر 2018، أصدرت شركة وارنر برذرز. فيديو ممتد مدته 5 دقائق. جاء أول إعلان تلفزيوني رسمي للفيلم في 16 أكتوبر،  تلاه ثانية في 1 نوفمبر. في الشهر نفسه، تم إصدار ملصقات شخصية لـ أكوا مان وميرا وبلاك مانتا وأوشن ماستر والملك نيريوس والملكة اتلانا ونويديس فولكو.
في 7 نوفمبر ، أعلن الاستوديو عن الجدول الزمني للجولات الترويجية ، والتي ستقام خلال شهري نوفمبر وديسمبر مع أحداث المعجبين والعروض والعروض الأولى ، بما في ذلك بكين ولندن ونيويورك ومانيلا ولوس أنجلوس وميامي وجولد كوست وسيدني وهونولولو. بالإضافة إلى ذلك، تم الإعلان عن عرض الفيلم في 7 ديسمبر 2018، خلال تجربة كوميك كون (سي سي إكس بي) في ساو باولو. في الأسبوع التالي، تم إطلاق ميزة رسمية وراء الكواليس، والتي تضمنت لقطات لم تظهر في المقطورات السائدة. بعد يومين ، تم إصدار الملصقين الرئيسيين للفيلم، وهما يصوران أكوامان وميرا في أزياءهم. في 19 نوفمبر، تم إطلاق المقطع الدعائي الأخير، إلى جانب الإعلان عن بيع التذاكر. في نفس اليوم، تم عرض 30 دقيقة من اللقطات في الصين خلال المحطة الأولى من جولة الترويج للفيلم، مما أثار ردود فعل حماسية.
يُعزى النجاح المالي للفيلم إلى خطة التسويق في الاستوديو التي اجتذبت شريحة سكانية واسعة (خاصة النساء) من خلال الإعلانات ووسائل التواصل الاجتماعي والشركاء الترويجيين.

## الإستقبال

### شباك التذاكر
حقق أكوا مان أرباحًا بلغت 335.1 مليون دولار في الولايات المتحدة وكندا و 812.6 مليون دولار في أقاليم أخرى ، بإجمالي إجمالي عالمي قدره 1.148 مليار دولار. أصبح الفيلم الأعلى ربحًا في دي سي أي يو والفيلم الأعلى ربحًا استنادًا إلى أي شخصية من شخصيات دي سي  بالإضافة إلى وارنر برذرز. ثاني أعلى فيلم في جميع أنحاء العالم بعد هاري بوتر والأقداس المهلكة - الجزء الثاني (1.342 مليار دولار). الموعد النهائي هوليوود حسبت الأرباح الصافية للفيلم 260.5 مليون دولار عند احتساب جميع النفقات والإيرادات معًا، مما يجعله خامس أكثر إصدار ربحي لعام 2018.

### الولايات المتحدة وكندا
في اليوم التالي للإعلان عن عروض أمازون المبكرة، أصبح أول عرض ما قبل البيع ' أكوا مان لمدة 24 ساعة هو الأعلى في تاريخ تذاكر أتوم، متغلبًا على المنتقمون: الحرب اللانهائية بالإضافة إلى تجاوز جومانجي: مرحبا بكم في الأدغال، فيلم آخر أمازون عرض بريم في وقت مبكر على المشتركين في ديسمبر السابق. حقق الفيلم 2.9 مليون دولار من عروض معاينة أمازون في 1225 مسارح ، أعلى من 1.86 مليون دولار صنعها جومانجي: مرحبًا بكم في الغابة . في الولايات المتحدة وكندا، تم إصدار أكوا مان جنبًا إلى جنب مع بامبلبي (فيلم) و الفصل الثاني (فيلم) و مرحبا بكم في مروين (فيلم) وكان من المتوقع أن يصل إجمالي المبلغ إلى 65-70 مليون دولار في عطلة نهاية الأسبوع الافتتاحية و 120 مليون دولار خلال الأيام الخمسة الأولى (مع ارتفاع بعض أرقام التتبع إلى ما يصل إلى 150 مليون دولار). حقق الفيلم 28 مليون دولار في يومه الأول، بما في ذلك 9 ملايين دولار من معاينات ليلة الخميس (إجمالي 13.7 مليون دولار بما في ذلك عروض أمازون ومعاينة يوم الأربعاء). استمر في الظهور لأول مرة عند 67.9 مليون دولار (73.2 مليون دولار بما في ذلك جميع العروض المبكرة)، وتصدر شباك التذاكر ولكنه يمثل أدنى افتتاح لـ دي سي أي يو. ثم حقق 11 مليون دولار يوم الاثنين و 22.1 مليون دولار في يوم عيد الميلاد ، وهو واحد من ستة أفلام حققت أكثر من 20 مليون دولار في الإجازة؛ وبلغ إجمالي افتتاحه لمدة خمسة أيام 105.7 مليون دولار. حقق الفيلم 52.1 مليون دولار في عطلة نهاية الأسبوع الثانية ، بانخفاض 23٪ ، بالإضافة إلى 10.1 مليون دولار عشية رأس السنة الجديدة و 16.8 مليون دولار في يوم رأس السنة الجديدة. ثم بقي الفيلم في المركز الأول لعطلة نهاية الأسبوع الثالثة على التوالي ، حيث حقق 31 مليون دولار  حقق الفيلم 17.4 مليون دولار في عطلة نهاية الأسبوع الرابعة من إطلاقه ، لكن تم إقصاؤه من قبل ذا أب سايد، والتي تجاوزت التوقعات لتصبح أول شباك التذاكر الأول لشركة إس تي إكس إنترتينمنت بافتتاح 20.4 مليون دولار. تجاوز أكوا مان أيضًا علامة المليار دولار في عطلة نهاية الأسبوع نفسها بعد أن كسب 758.3 مليون دولار و940 مليون دولار في جميع أنحاء العالم في عطلات نهاية الأسبوع الثانية والثالثة.

## الجوائز
| الجائزة                                              | تاريخ الحفل    | الفئة                                                                   | الفائز (ون)                                                       | النتيجة | المراجع       |
| ---------------------------------------------------- | -------------- | ----------------------------------------------------------------------- | ----------------------------------------------------------------- | ------- | ------------- |
| تحالف الصحافيات السينمائيات                          | 10 يناير 2019  | إنجاز بارز لامرأة في صناعة السينما                                      | نيكول كيدمان                                                      | رُشِّح     | [ 106 ]       |
| جوائز دوريان                                         | 12 يناير 2019  | فيلم كامبي لهذا العام                                                   | أكوا مان                                                          | رُشِّح     | [ 107 ]       |
| جوائز ديربي الذهبية                                  | 30 يناير 2019  | أفضل مؤثرات بصرية                                                       | كيلفن ماكيلوين، جيف وايت، بريان هيروتا، كيمبرلي نيلسون لوكاشيو    | رُشِّح     | [ 108 ]       |
| جمعية المؤثرات البصرية                               | 5 فبراير 2019  | جائزة جمعية المؤثرات المرئية عن البيئة المبتكرة المتميزة في ميزة الصورة | كوينتين مارمير، آرون بار، جيفري دي جوزمان، زياد شريع              | رُشِّح     | [ 109 ]       |
| جمعية المؤثرات البصرية                               | 5 فبراير 2019  | أفضل تصوير سينمائي افتراضي                                              | كلاوس بيدرسن، محمد راستكار، سيدريك لو، رايان ماكوي                | رُشِّح     | [ 109 ]       |
| جوائز نقابة خبراء التجميل ومصممي الشعر               | 16 فبراير 2019 | أفضل تأثيرات مكياج خاصة                                                 | جاستن رالي، أوززي ألفاريز، شون جيندرز                             | رُشِّح     | [ 110 ]       |
| جوائز جولدن ريل                                      | 17 فبراير 2019 | فيلم روائي طويل                                                         | ج. جورج وبول رابجونز (محرران موسيقيان)                            | رُشِّح     | [ 111 ]       |
| جوائز نقابة مصممي الأزياء                            | 19 فبراير 2019 | التميز في أفلام الخيال العلمي/الخيال                                    | كيم باريت                                                         | رُشِّح     | [ 112 ]       |
| ساوث باي ساوث واست                                   | 12 مارس 2019   | التميز في تصميم العنوان                                                 | آرون بيكر، سيمون كلوز                                             | رُشِّح     | [ 113 ]       |
| جائزة اختيار أطفال نكلوديون                          | 23 مارس 2019   | أفضل فيلم                                                               |                                                                   | رُشِّح     | [ 114 ]       |
| جائزة اختيار أطفال نكلوديون                          | 23 مارس 2019   | أفضل ممثل                                                               | جايسون موموا                                                      | رُشِّح     | [ 114 ]       |
| جائزة اختيار أطفال نكلوديون                          | 23 مارس 2019   | أفضل بطل خارق                                                           | جايسون موموا                                                      | رُشِّح     | [ 114 ]       |
| جوائز العرض الدعائي الذهبي                           | 29 مايو 2019   | أفضل مغامرة خيالية                                                      | "أكوامان"                                                         | رُشِّح     | [ 115 ]       |
| جوائز إم تي في للأفلام                               | 17 يونيو 2019  | جائزة إم تي في لأفضل قبلة                                               | جايسون موموا وآمبر هيرد                                           | رُشِّح     | [ 116 ]       |
| جائزة زحل                                            | 13 سبتمبر 2019 | أفضل فيلم كوميدي                                                        |                                                                   | رُشِّح     | [ 117 ]       |
| جائزة زحل                                            | 13 سبتمبر 2019 | أفضل مخرج                                                               | جيمس وان                                                          | رُشِّح     | [ 117 ]       |
| جائزة زحل                                            | 13 سبتمبر 2019 | أفضل ممثلة مساعدة                                                       | آمبر هيرد                                                         | رُشِّح     | [ 117 ]       |
| جائزة زحل                                            | 13 سبتمبر 2019 | أفضل مونتاج                                                             | كيرك موري                                                         | رُشِّح     | [ 117 ]       |
| جائزة زحل                                            | 13 سبتمبر 2019 | أفضل تصميم إنتاج                                                        | بيل برزيسكي                                                       | رُشِّح     | [ 117 ]       |
| جائزة زحل                                            | 13 سبتمبر 2019 | أفضل تصميم أزياء                                                        | كيم باريت                                                         | رُشِّح     | [ 117 ]       |
| جائزة اختيار المراهقين                               | 11 أغسطس 2019  | اختيار فيلم خيال علمي/فانتازيا                                          |                                                                   | رُشِّح     | [ 118 ]       |
| جائزة اختيار المراهقين                               | 11 أغسطس 2019  | اختيار ممثل فيلم خيال علمي/فانتازيا                                     | جايسون موموا                                                      | رُشِّح     | [ 118 ]       |
| جائزة اختيار المراهقين                               | 11 أغسطس 2019  | اختيار ممثلة فيلم خيال علمي/فانتازيا                                    | آمبر هيرد                                                         | رُشِّح     | [ 118 ]       |
| جائزة اختيار المراهقين                               | 11 أغسطس 2019  | اختيار الشرير                                                           | باتريك ويلسون                                                     | رُشِّح     | [ 118 ]       |
| مهرجان السينما الأمريكية الصينية                     | 3 نوفمبر 2019  | الفيلم الأمريكي الأكثر شعبية في الصين                                   | أكوا مان                                                          | فوز     | [ 119 ]       |
| جوائز مهرجان الرسوم المتحركة والتأثيرات 2019         | 15 نوفمبر 2019 | أفضل مؤثرات فيلم روائي طويل                                             | أكوا مان                                                          | فوز     | [بحاجة لمصدر] |
| جوائز الأكاديمية الأسترالية لفنون السينما والتلفزيون | 4 ديسمبر 2019  | أفضل مؤثرات بصرية أو رسوم متحركة                                        | كيلفن ماكيلوين، كيمبرلي نيلسون لوكاشيو، جوش سيموندز، ديفيد نيلسون | رُشِّح     | [ 120 ]       |

## وصلات خارجية
- مقالات تستعمل روابط فنية بلا صلة مع ويكي بيانات
- أكوامان على قاعدة بيانات الأفلام على الإنترنت

لا توجد روابط لمواقع التواصل الاجتماعي.